# 新村乡 (郯城县)
新村乡是中国山东省临沂市郯城县下辖的一个乡。

## 行政区划
新村乡下辖新村一村、孙埠村、新村二村、新村三村、于村、颜庙村、丁沟一村、丁沟二村、丁沟三村、丁沟四村、丁沟五村、东鲍村、中鲍村、西鲍村、赵林村、小王庄村、沈庄村、黄村、埝东村、郝庄村、芦庄村、西滩头村、东滩头村、银杏村、金滩头村。